# 3063 Makhaon
A 3063 Makhaon (ideiglenes jelöléssel 1983 PV) egy kisbolygó a Naprendszerben. Ljudmila Georgijevna Karacskina fedezte fel 1983. augusztus 4-én.